# バッド・スパイ
『バッド・スパイ』（The Spy Who Dumped Me）は2018年のアメリカ合衆国のスパイコメディ映画。監督はスザンナ・フォーゲル、出演はミラ・クニスとケイト・マッキノンなど。
別れたばかりの恋人がスパイだったことから、国際的な陰謀に巻き込まれてしまった平凡な女性とその個性的な親友を描いている。
日本では2020年3月に「kino festival」にて『スパイ・フー・ダンプト・ミー』のタイトルで上映された後、同年6月19日にタイトルを『バッド・スパイ』に改めてDVDレンタルを開始している。

## ストーリー
オードリー・ストックトンは怒りに震えながら自身の誕生日を過ごしていた。というのも、その日に恋人のドリューから別れを告げるメールが突然届いたからである。親友のモーガンは「ドリューの私物なんて処分してしまいなさい。そうすれば吹っ切れるはず。」と言ってオードリーを慰めていた。その頃、ドリューは殺し屋に追われていた。実は、ドリューは政府の工作員だったのである。
その後、オードリーは仕事場にやってきた男性を誘惑したが、その男性セバスチャンはCIAの職員であった。セバスチャンからドリューの正体と彼が失踪したことを知らされたオードリーは仰天する。彼女は「私はその一件について無関係です」と必死に説明する。帰宅したオードリーはその事実をモーガンに告げる。しばらくして、ドリューが私物のトロフィーを取りにオードリーのアパートにやって来る。その直後、スナイパーによって銃弾の嵐となり、部屋が破壊される。ドリューによると、彼らはトロフィーを狙っているのだという。撃たれて深傷を負ったドリューはオードリーにウィーンに行って協力者にトロフィーを渡すように告げると、そこに現れた殺し屋に撃ち殺される。その殺し屋はモーガンがバーで知り合って連れ込んだ男であった。憤激したモーガンは殺し屋をバルコニーから突き落としてしまう。
こうして、図らずも陰謀に関与する羽目になったオードリーとモーガンは取り敢えずウィーンを目指すことにする。現地に到着した後、2人はドリューが待ち合わせ場所に指定していたカフェに向かった。その場に現れたのはセバスチャンであった。セバスチャンに不信感を抱いていたオードリーがトロフィーの引き渡しを渋っていると、そこに殺し屋の一団が現れた。2人は何とか逃げ切ることができた。モーガンの両親の協力を得て、2人はプラハにあるロジャーの家に滞在することになる。必死の思いでパスポートを調達した（2人組の旅行者から強奪した）2人は直ちにプラハへと向かった。道中、2人はトロフィーの中にUSBメモリが隠されているのを発見する。
目的地に到着したオードリーとモーガンはロジャーに歓待されたが、そのロジャーは本物のロジャーを殺して彼になりすましていたスパイであった。油断しきった2人はあっさりと捕まってしまう。USBメモリの所在を聞かれたオードリーは「トイレに流した」とウソをつく。
スパイは2人を倉庫へと連行し、メモリの居場所を吐かせるために拷問することにする。2人は拷問で死ぬ寸前にまで陥ったが、そこにやって来たセバスチャンによって救出される。セバスチャンは上官の命令を無視してまで2人を救出しに来たのだという。彼は2人をパリに連れて行き、そこで上官であるウェンディたちに引き合わせる。メモリがトイレに流されたことを知った彼らは落胆したが、2人の身の安全を保証し、2人は帰国することになる。
空港へ向かう途中、オードリーはモーガンとセバスチャンに衝撃の事実を明かす。実はUSBメモリはオードリーの膣の中に隠していたのである。こうして3人は独自に事件の真相を探ることを決心する。まずはモーガンの幼なじみであるエドワード・スノーデンの協力によってUSBメモリの暗号を解くと、そこには世界中の様々な情報にアクセスできるバックドアが含まれていることがわかる。
アムステルダムのホステルに滞在した3人はセバンスチャンの同僚であるダファーに襲われる。彼はUSBメモリを狙っている国際テロ組織ハイランドにUSBメモリを売ろうとしていたのである。ところがそこに現れた同室のバックパッカーがダファーを強盗と思い込んで殺してしまう。
3人はダファーのスマホを使って彼がUSBメモリを売る予定だった相手と連絡を取ってベルリンで行われるパーティで会うことになる。ところが約束の場所で待っていたのは死んだはずのドリューだった。ドリューはセバスチャンこそが裏切り者だと言い、そこに現れたセバスチャンと対峙する。ドリューとセバスチャンのどちらが裏切り者か悩むオードリーだったが、ドリューがセバスチャンを撃ったことでオードリーはドリューの裏切りを確信する。そんなオードリーをドリューは襲うがモーガンの投げた砲丸で倒され、あえなく逮捕される。セバスチャンは防弾チョッキのおかげで肋骨を折る怪我だけで済み、オードリーとセバスチャンはキスを交わす。モーガンはウェンディにスパイとして働きたいと懇願する。
1年後、東京でオードリーとモーガンはオードリーの誕生日を祝うが、実は2人はセバスチャンとともに国際的なスパイとして働いており、その誕生祝いも作戦の1つだったのである。

## キャスト
- オードリー・ストックトン: ミラ・クニス
- モーガン・フリーマン: ケイト・マッキノン - 女優志望。
- セバスチャン・ヘンショー: サム・ヒューアン - MI6のスパイ。
- ドリュー・セイヤー: ジャスティン・セロー - オードリーの元カレだが、実はスパイであることが発覚する。
- ウェンディ: ジリアン・アンダーソン - MI6で、セバスチャンやダファーの上司。
- ダファー: ハサン・ミンハジ（英語版） - MI6に所属し、ドリューの行方を追う。
- ナデージャ: イヴァンナ・ザクノ（英語版） - 国際テロ組織“ハイランド”の殺し屋。
- ロジャー: フレッド・メラメッド - 眼科医。医療過誤訴訟の件でモーガンの父親に借りがあることから、2人を匿う。
- ルーカス: ケヴ・アダムズ（英語版）
- 巨漢のバックパッカー: オラフル・ダッリ・オラフソン
- エドワード・スノーデン: トム・ストートン
- キャロル・フリーマン: ジェーン・カーティン
- アーニー・フリーマン: ポール・ライザー - モーガンの父親で弁護士。
- イヴァン: ジェームズ・フリート
- ライサ: キャロリン・ピックルズ - 国際テロ組織“ハイランド”の共同代表。元体操コーチでナデージャは教え子。
- テス: ロリー・アディフォープ - オードリーたちの友人。

## 製作・公開
2017年7月、本作の主要撮影がハンガリーのブダペストで始まった。9月には、オランダのアムステルダムに移って撮影が続けられた。
当初、本作は2018年7月6日に全米公開される予定だったが、同月に人気作品が続々公開されることを踏まえ、公開日は同年8月3日に延期されることになった。2018年7月25日、本作はリージェンシー・ヴィレッジ・シアターでプレミア上映された。

## 興行収入
本作は『ダーケスト・マインド』、『プーと大人になった僕』、『Death of a Nation: Can We Save America a Second Time?』と同じ週に封切られ、公開初週末に1300万ドル前後を稼ぎ出すと予想されていたが、この予想は的中した。2018年8月3日、本作は全米3111館で公開され、公開初週末に1210万ドルを稼ぎ出し、週末興行収入ランキング初登場3位となった。

## 評価
本作に対する批評家の評価は伸び悩んでいる。映画批評集積サイトのRotten Tomatoesには208件のレビューがあり、批評家支持率は49%、平均点は10点満点で5.3点となっている。サイト側による批評家の見解の要約は「『バッド・スパイ』は最も面白いスパイコメディ、ないしは最も創意工夫に満ちたスパイコメディではない。しかし、ケイト・マッキノンの演技は今までと同様に鑑賞に堪え得るものである。」となっている。また、Metacriticには43件のレビューがあり、高評価は17件、賛否混在は22件、低評価は4件で、加重平均値は52/100となっている。なお、本作のCinemaScoreはBとなっている。